# Maria Brignole Sale De Ferrari
Pour les autres membres de la famille, voir Famille Brignole.
Pour les articles homonymes, voir Brignole et Maria Brignole.
Titres
Duchesse de Galliera
23 novembre 1876 – 9 décembre 1888
Princesse de Lucedio
23 novembre 1876 – 9 décembre 1888
Maria Brignole Sale, née à Gênes le 5 avril 1811 et morte à Paris le 9 décembre 1888, est une philanthrope française d'origine italienne. Épouse du marquis Raffaele de Ferrari de 1828 à 1876, elle portait du fait de ce mariage les titres de duchesse de Galliera et de princesse de Lucedio. 

## Biographie

### Origines
Maria Brignole Sale est la fille du marquis et comte d'Empire Antonio Brignole Sale (1786-1863) et de la marquise génoise Arthemisa Negrone. Sa famille paternelle, connue depuis 1214 et reconnue patricienne en 1528, donna quatre doges à Gênes (qui, fait unique, totalisèrent cinq mandats), tandis que sa famille maternelle fournit cinq autres doges.
Parmi ses aïeux paternels, les plus illustres sont :
- Gian Francesco II Brignole Sale (1695-1760), doge en 1746, illustre ambassadeur à Paris et vaillant général ;
- Marie-Catherine Brignole (1737 - 1813), princesse de Monaco et de Condé ;
- Anna Pieri Brignole Sale (1765-1815), grand-mère de Marie, comtesse intrigante très liée à Talleyrand, suivante et confidente de l'impératrice Marie-Louise[note 3]. Sa famille est .

Enfin, son cousin Giacomo Maria Brignole, fut le dernier doge de Gênes et le seul à avoir été élu deux fois.
Le père de Maria Brignole Sale, auditeur au Conseil d'État et maître des requêtes de l'empereur Napoléon Ier, négocia les réunions de Gênes et de la Hollande à la France et il fut préfet de Montenotte avec Savone pour chef-lieu, où demeurait le pape Pie VII, alors en résidence surveillée, tout cela durant le premier Empire. La Restauration ayant laissé entrevoir la possible indépendance de la Ligurie, le jeune patricien se mit au service de sa patrie et alla plaider pour sa liberté à Vienne même. Bien que vanté pour son éloquence et la justice de ses propos, son échec fut patent et, dès 1815, Brignole se mit à la disposition de son nouveau souverain, le roi de Sardaigne.
Ministre d'État, il mena diverses missions diplomatiques de première importance dans toute l'Europe avant d'être nommé ambassadeur à Paris, poste qu'il occupa avec un certain faste de 1834 à 1848. Le tsar l'avait surnommé : "Le grand ambassadeur du petit roi". Antoine était, de plus, président de l'Institut historique de France.
En outre, père et fille eurent l'honneur de compter parmi les amis et habitués de la famille du roi des Français, Louis-Philippe Ier.

### Enfance et éducation
Maria Brignole Sale naquit à Gênes dans le palais familial, le Palazzo Rosso. Jeune fille, elle reçut une éducation des plus soignées, apprenant notamment de nombreuses langues, et accompagna son père dans ses différentes missions diplomatiques.
Lors des délibérations du Congrès de Vienne la très jeune Marie fut gardée par la maison de l'empereur d'Autriche lui-même, cela en raison des liens qui unissaient sa grand-mère, Anna Brignole-Sale, et l'impératrice Marie-Louise d'Autriche. À cette occasion, la jeune Marie côtoya le petit roi de Rome, Napoléon II.
Durant son enfance, Maria rencontra d'autres illustres personnages comme le roi Ferdinand VII d'Espagne ou le pape Pie VII - qui, lors de sa captivité, s'était lié d'amitié avec Antonio Brignole Sale - qui furent les hôtes de la Villa Brignole Sale, aujourd'hui Villa Duchessa di Galliera, dans le quartier Voltri à Gênes.
Maria avait deux sœurs cadettes, Luisa et Amalia. Luisa devint duchesse de Lodi par son mariage avec Luigi Melzi d'Eril, petit-fils de Francesco Melzi d'Eril, qui avait été vice-président de la République italienne sous Bonaparte. Amalia fit un mariage prestigieux dans l'aristocratie génoise et tenta en vain de relever le nom de Brignole Sale et le titre de marquis de Groppoli à la mort de leur père.
Marie avait pour oncle un autre grand diplomate, ancien bras droit de Talleyrand, Emmerich Joseph de Dalberg.

### Famille et postérité

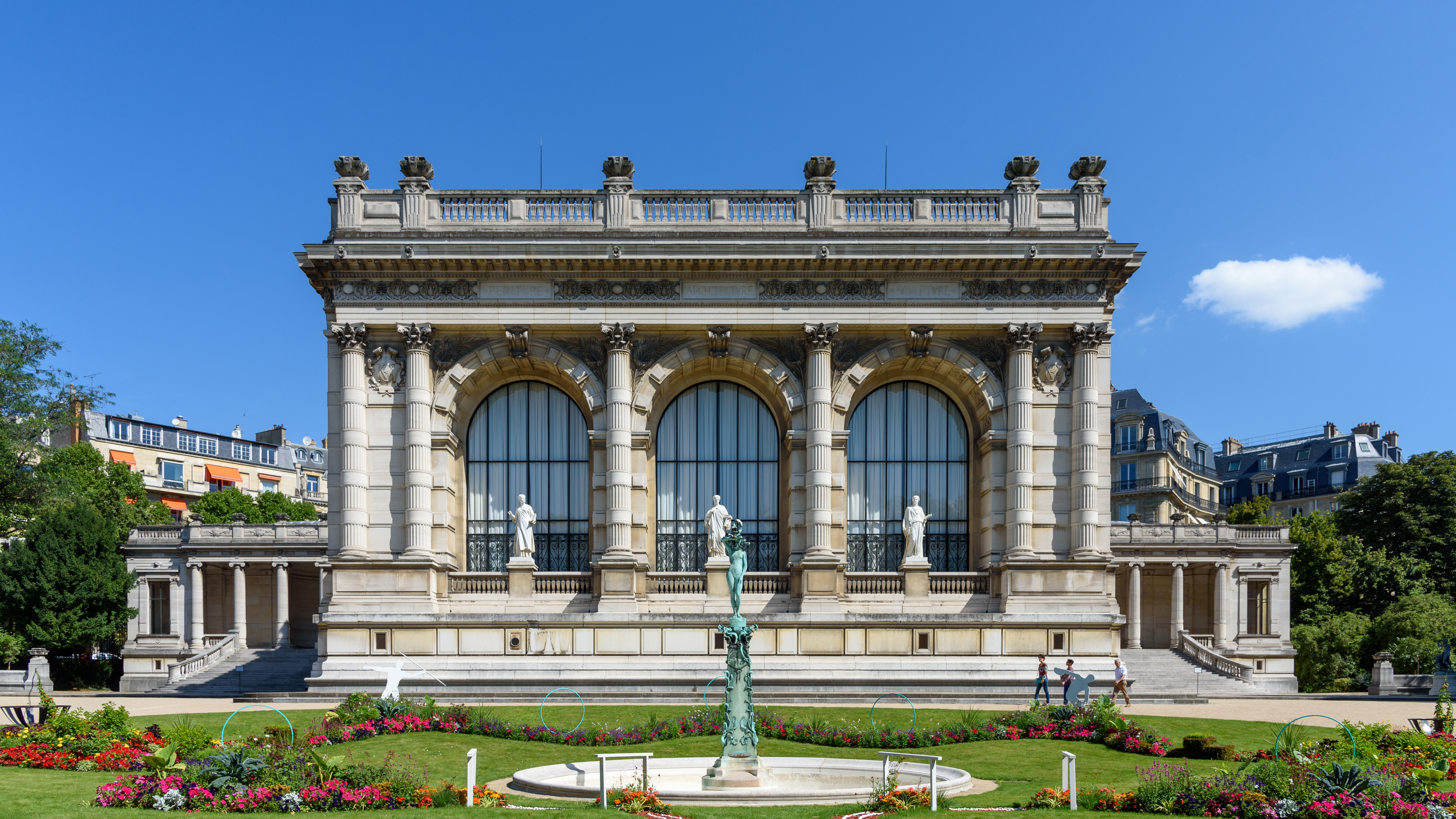
Musée Galliera, musée de la mode de la ville de Paris dans le 16e arrondissement, légué à la municipalité par la duchesse de Galliera.

En 1828, Maria épousa le marquis Raffaele de Ferrari (1808-1876), prince de Lucedio et duc de Galliera, à partir de 1837. La famille de celui-ci, moins prestigieuse que les Brignole, avait compté un doge dans les dernières années de vie de la république, mais elle était - tout comme les Brignole Sale - fabuleusement riche.
Les deux époux présentaient deux caractères foncièrement opposés. Marie était extravertie, elle aimait les réceptions, fêtes et sorties mondaines ; Raffaele était un jeune homme distant, réservé, fin calculateur et brillant financier. Marie tomba amoureuse de Paris dès qu'elle s'y rendit et ne retourna à Gênes qu'à la suite des vexations qu'elle reçut du gouvernement français. Raffaele, au contraire, ne chérissait nul lieu plus que sa patrie et se sentit toujours en exil à Paris. Malgré ses différences, le ménage fut heureux.
Cependant le couple n'eut guère le choix de sa résidence. En effet, dans les premières années de leur mariage, Raffaele de Ferrari causa la mort par accident d'un de ses domestiques et fut contraint de s'exiler en France, pour échapper aux ragots. Toutefois, à Paris, les affaires du marquis de Ferrari prirent une autre dimension. C'est ainsi qu'il fonda et administra la société de chemins de fer de Gênes au Piémont, la société ferroviaire de Paris-Orléans, la banque de Gênes, la société du Nord, la compagnie ferroviaire de Paris-Strasbourg, la compagnie ferroviaire de Paris-Lyon, la caisse du commerce et des chemins de fer (France), la compagnie du Midi, la société des chemins de fer Lyon-Genève, le crédit immobilier de France, le crédit immobilier espagnol, la compagnie ferroviaire de Mulhouse, la compagnie ferroviaire de Paris-Lyon-Méditerranée, la compagnie de l'Est, la banque ottomane, la société générale du commerce et de l'industrie (Pays-Bas), la société impériale et royale de la compagnie autrichienne des chemins de fer d'État, l'académie linguistique des beaux-arts de Gênes. Il finança de plus les chemins de fer de toute l'Europe et, plus loin encore, de l'empire Ottoman jusqu'en Amérique du Sud. Il finança aussi le canal de Suez. On disait alors des époux Galliera qu'ils possédaient plus de la moitié de la ville de Gênes, qu'ils dotèrent d'ailleurs généreusement d'un port moderne et d'un immense hôpital.
Lui comme elle étaient marquis et marquise de Ferrari - le titre de marquis était à Gênes un titre permis aux familles patriciennes, toutefois, les Brignole Sale portaient le titre de marquis de Groppoli, qui renvoyait au fief impérial de Groppoli en Toscane. Ils étaient aussi duc et duchesse de Galliera par intronisation papale en 1837, et prince et princesse de Lucedio par donation du roi d'Italie en 1875.
Pour autant, ils utilisèrent presque exclusivement le titre de duc de Galliera. Ils s'occupèrent constamment de leurs terres et des habitants qui dépendaient d'eux et ils chérirent par-dessus tout ce titre-là, ainsi, Maria peut être désignée sous le nom de Maria Brignole de Galliera - ce qui n'est pas son nom réel ; son chiffre, que l'on peut voir sur la façade du musée Galliera à Paris était constitué par la superposition des lettres "M", "B" et "G" majuscules.
Le couple eut trois enfants :
- Livia (1828-1829) ;
- Andrea (1831-1847), qui fut élevé avec Antoine d'Orléans (1824-1890), duc de Montpensier et cinquième fils du roi Louis-Philippe. Très proches, les deux personnages fréquentaient les mêmes milieux et avaient les mêmes aspirations et les mêmes rêves, mais Andrea fut emporté par une épidémie en 1847. Les liens entre les Ferrari-Galliera et la famille royale (jusqu'en 1848) restèrent très étroits, et la duchesse reporta l'affection qu'elle portait à Andrea sur le duc de Montpensier à qui elle légua le titre de duc de Galliera auquel elle tenait tant ;
- Filippo (1850-1917), excentrique collectionneur de timbres-poste, qui refusa d'hériter la fortune et les titres de noblesse paternels ; refusant également la nationalité italienne, il se fit adopter par un comte austro-hongrois et mourut sans postérité.

### Matignon ou l'hôtel Galliera

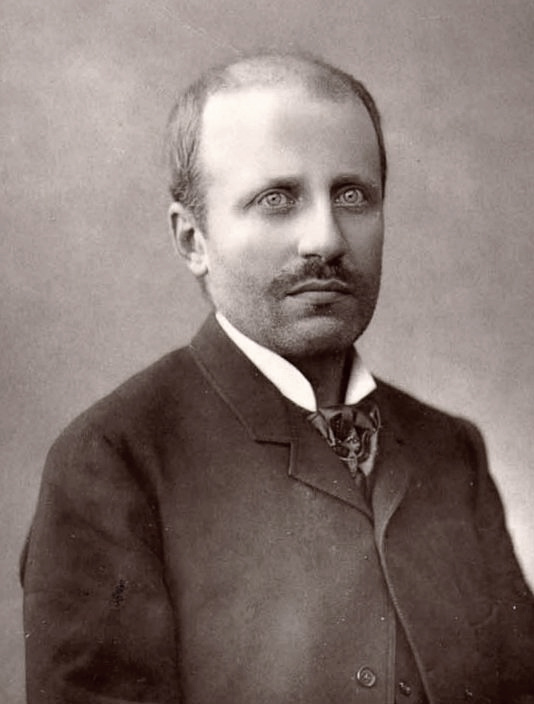
Philippe de La Renotière von Ferrary.

À la suite de la révolution de 1848 et de la mort du roi des Français, la famille d'Orléans, au bord de la banqueroute, fut contrainte de vendre de nombreuses propriétés. Le marquis de Ferrari en fut parmi les principaux acquéreurs ; en 1852 donc, le duc de Galliera acheta au duc de Montpensier l'ancien hôtel de Matignon au 57 de la rue de Varenne, bel édifice du XVIIIe siècle, doté du plus grand parc privé de la capitale. La duchesse y installa la fabuleuse collection d'art constituée par ses ancêtres, notamment de superbes Van Dyck et Rigaud représentant ses aïeux les doges et y tint un salon réputé, recevant régulièrement Thiers, Guizot, Pasquier, le duc de Broglie, Mérimée ou Sainte-Beuve. Elle trouve toutefois le logement exigu, affirmant : « On est bien ici, à condition de ne pas avoir d'enfants ».
Sous le Second Empire, l'hôtel Matignon fut le lieu de fêtes somptueuses ; un haut lieu de la vie parisienne, intellectuelle, politique et mondaine, de cette époque. Coïncidence de l'histoire, Marie Brignole-Sale ne fut ni la première ni même la seule Brignole-Sale à vivre au palais Matignon. En effet, sa tante, Marie-Catherine, y avait vécu quand elle était princesse de Monaco. Elle quitta cet endroit pour Chantilly, le palais Bourbon et le prince de Condé, Louis V Joseph de Bourbon-Condé dont elle finança l'armée qu'il entretenait dans l'émigration et que l'on appelait l'armée de Condé. L'état intérieur actuel de l'hôtel de Matignon date du temps où le duc et la duchesse de Galliera y résidaient.

### La philanthrope
Devenue veuve en 1876, la duchesse déploya une intense activité philanthropique.
Le fait est que son dernier enfant survivant Filippo (1850-1917), annonça à la mort de son père qu'il refusait les titres, la noblesse, les propriétés et la plus grande partie de la fortune familiale. Excentrique, celui qui avait refusé d'hériter de ce qui était alors peut-être la première fortune du monde, collectionna les timbres sa vie durant, donna gratuitement des cours à l'École libre des sciences politiques (Sciences Po) que sa mère avait contribué à fonder et passa sa vie entre Paris, Vienne et la Suisse. S'il refusa les biens matériels et nobiliaires, il refusa également les nationalités italiennes et française - tout comme son père avant lui, auquel le roi Louis-Philippe avait proposé la pairie et la nationalité. Mais le duc de Galliera avait décliné par patriotisme - pour prendre successivement les nationalités suisse et austro-hongroise. En effet, il fut adopté par un hobereau autrichien d'ascendance française prenant par là le nom de Philippe de La Renotière von Ferrary. Il avait pour parrain Philippe d'Orléans, comte de Paris, et n'eut pas de postérité.
La duchesse vivait alors dans l'ex-hôtel de Matignon, servie par près de deux cents domestiques, s'étant réservé l'usage du premier étage et le parc, laissant son rez-de-chaussée comme pied-à-terre parisien à la famille d'Orléans de retour d'exil. On connaît les tractations qui eurent lieu en ce temps pour donner un roi à la France en la personne ou bien du « comte de Chambord » ou du comte de Paris ; l'hôtel Galliera fut, si l'on peut dire, le quartier général des orléanistes dans ces années-là. Elle employa ses dernières années à dépenser sa fabuleuse fortune, son fils n'en voulant pas; en vingt-deux ans de veuvage, elle distribua ainsi l'énorme patrimoine de près de deux cent quatre-vingts millions de francs… son fils héritant d'un reliquat de vingt millions de francs d'alors, ce qui demeurait une fortune.
La duchesse était alors confrontée à une autre préoccupation ; elle savait qu'elle était la dernière de la branche aînée de la maison Brignole, cette famille qui fut l'une des plus glorieuses familles de Gênes. Par conséquent, elle eut pour souci d'immortaliser une dernière fois ce nom prestigieux en le gravant dans la pierre et en demandant dans son testament à ce qu'il soit toujours rappelé. Ainsi, par exemple, le musée de la Mode de la Ville de Paris se nomme le Musée Brignole-Galliera et la villa duchessa di Galliera, à Voltri, s'appelle en toute rigueur, la villa Brignole-Sale.

#### Quelques dons

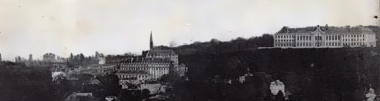
Orphelinat de Meudon - Fin XIXe siècle ou début XXe.

- Elle fonda ainsi un établissement charitable à Meudon, inauguré en 1888, pour les orphelins et les personnes âgées. L'orphelinat Saint-Philippe, qu'elle voulait comme un palais et qu'elle dotera de gros moyens financiers, a aujourd'hui rejoint la fondation des Orphelins Apprentis d'Auteuil. Il abrite toujours une maison d'enfants à caractère social, un internat éducatif et scolaire, ainsi qu'un collège, un lycée professionnel et une école d’horticulture. Sa mission le situe dans le prolongement de l'œuvre voulue par la duchesse de Galliera.
- Elle créa entièrement le grand hôpital de Gênes, l'actuel ospedale Galliera.
- De 1878 à 1888, elle fit construire par Paul-René-Léon Ginain la maison de retraite Ferrari à Clamart, établissement de retraite pour gens de maison.
- En 1879, elle donna un million de francs à l'École libre des sciences politiques d'Émile Boutmy, futur Institut d'études politiques de Paris – dit Sciences Po – afin de lui permettre d'acheter un hôtel particulier au 27 rue Saint-Guillaume, où se trouve encore la prestigieuse école[3].
- Elle fonda également l'École civique industrielle.
- De 1878 à 1894, elle fait par ailleurs construire sur la colline de Chaillot, toujours par l'architecte Paul-René-Léon Ginain, un palais de style Beaux-Arts mêlant l'Antiquité, la Renaissance italienne, les XVIIe et XVIIIe siècles, dont la structure métallique, la ferronnerie, la galerie centrale et les deux galeries latérales sont dues aux ateliers Gustave Eiffel - destiné à abriter sa collection de sculptures, qu'elle souhaitait léguer à l'État français... qui n'abrita jamais la collection Brignole-Sale, mais qui est, depuis 1977, le musée Galliera ou musée de la Mode de la ville de Paris.

### Fin de vie

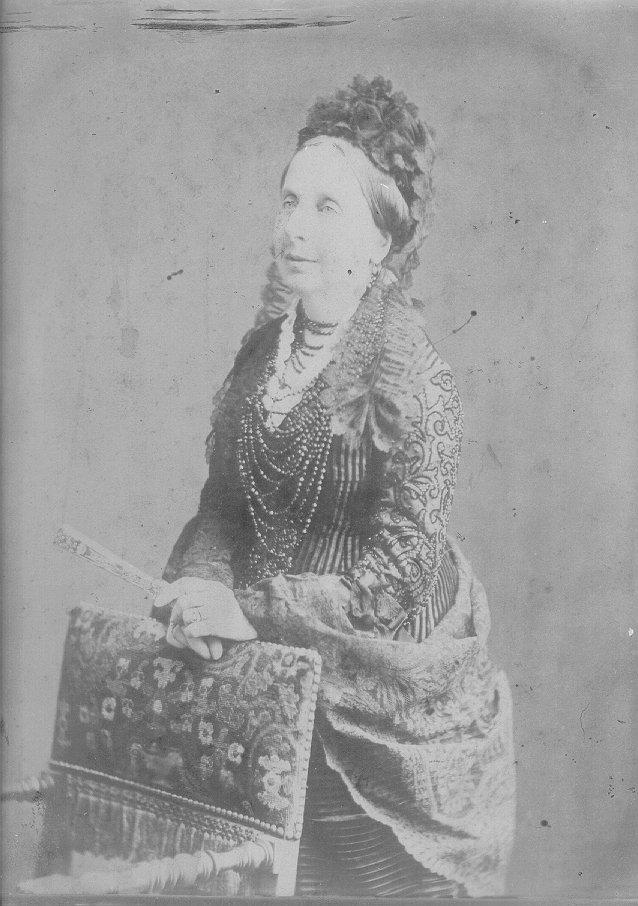
La duchesse de Galliera, par Nadar.

En 1877, la duchesse, intime des princes d'Orléans, propose au comte de Paris de résider au rez-de-chaussée de l'ancien hôtel Matignon, et fit construire pour lui une aile attenante pour y loger ses domestiques. Un bal somptueux y est donné le 14 mai 1886 pour les fiançailles d'Amélie d'Orléans avec l'infant Charles de Portugal, mais l'éclat de cette réception, où aucun membre du gouvernement français n'est invité - la file des voitures des nombreux invités qui emplit la longue rue aurait empêché celle de Clemenceau de passer est, selon la « petite histoire », pour le gouvernement, le prétexte du vote de la seconde loi d'exil, qui est adoptée le 11 juin 1886, et contraint les membres des familles ayant régné en France, dont les Orléans, à quitter la France jusqu'en 1950.
Outrée par cette brimade, la duchesse de Galliera renonce alors à léguer ses collections à la France et se borne à faire don du bâtiment prévu pour les accueillir à la Ville de Paris : le palais Galliera, qui abrite aujourd'hui le musée de la Mode de la Ville de Paris.
De plus, également touchée par la conduite de son hôte qui avait quelque peu outrepassé les bornes de son hospitalité, elle demanda aux princes d'Orléans de quitter l'ex-hôtel Matignon, ce qu'ils étaient obligés de faire par la loi, puis elle le mit à la disposition du gouvernement d'Autriche-Hongrie, afin qu'il y installe son ambassade à sa mort ; Philippe La Renotière De Ferrari (mort en 1917) conserva l'usufruit d'une partie du bâtiment jusqu'à ce qu'il soit interdit de séjour en France et que ses biens soient saisis du fait de sa qualité de ressortissant austro-hongrois ; l'État français l'acquit en 1922 afin d'en faire la résidence officielle du Premier ministre.
La duchesse fit par ailleurs don de la totalité de ses collections et plusieurs de ses autres palais, comme le Palazzo Rosso, pendant sa vie (1874) et le Palazzo Bianco, après sa mort (1888) à la Ville de Gênes ; elle acheva son existence à Paris. Elle transmit le titre de duc de Galliera (son fils l'ayant refusé) au prince Antoine d'Orléans, duc de Montpensier et dernier fils du roi des Français Louis-Philippe, titre qui est toujours porté par les Orléans d'Espagne. Sa sœur cadette Amalia ne put ni reprendre les titres ni « relever » le nom de Brignole-Sale. Elle légua également cinq millions de francs à l'impératrice-douairière Victoria d'Allemagne, ce qui permit à cette dernière d'ériger le château de Kronberg, à Kronberg im Taunus.

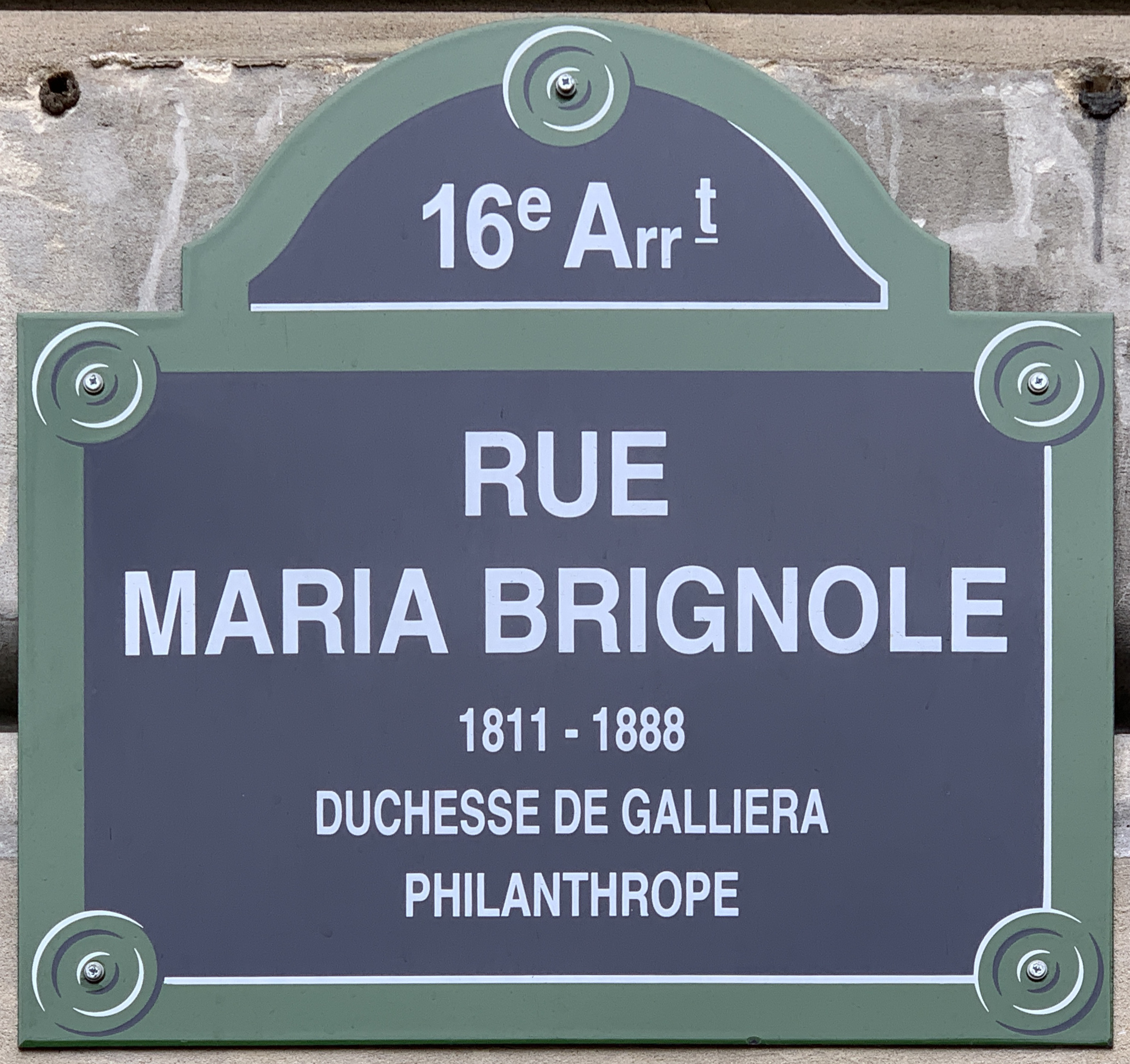
Plaque de la rue Maria-Brignole, dans le 16^{e} arrondissement de Paris.

### Souvenir
Le souvenir de la duchesse est présent par ses fondations qui existent encore aujourd'hui, comme la fondation Brignole-Ferrari à Clamart ou le musée Brignole-Galliera à Paris. On trouve, de plus, la place Ferrari et la rue Brignole-Galliera à Clamart, le square du Palais-Galliera, la rue Maria-Brignole et la rue Galliera à Paris ainsi que l'hôpital Galliera, les rues duchessa de Galliera et Brignole de Ferrari, la Piazza de Ferrari et la gare Brignole à Gênes.
Une rose lui est dédiée en 1847 sous le nom de 'Duchesse de Galliera'.